# Луганка (Белгородская область)
Луганка — село в Старооскольском городском округе Белгородской области, входящее в состав Шаталовской сельской территории. Расстояние до Старого Оскола составляет 50 км.

## История
Название произошло от большого низменного луга вдоль реки Боровая Потудань. Основано в конце XIX века. Изначально появилась Старая Луганка. Новая Луганка заселялась с 1922 года.
В 1923 году в хуторе Луганка открылась начальная школа.
В 1928 году образован райцентр Шаталовского района Воронежской области, куда вошла и Луганка. В 1931 году образован колхоз «Имени 1-е Мая».
В 1962 году Луганка вошла в состав Старооскольского района Белгородской области.
В 1997 году в Луганке насчитывалось 119 домовладений и 224 жителя.

## Население
| 2002 | 2010 |
| ---- | ---- |
| 236  | ↗252 |